# آزمایشگاه ملی سیکلوترون ابررسانا

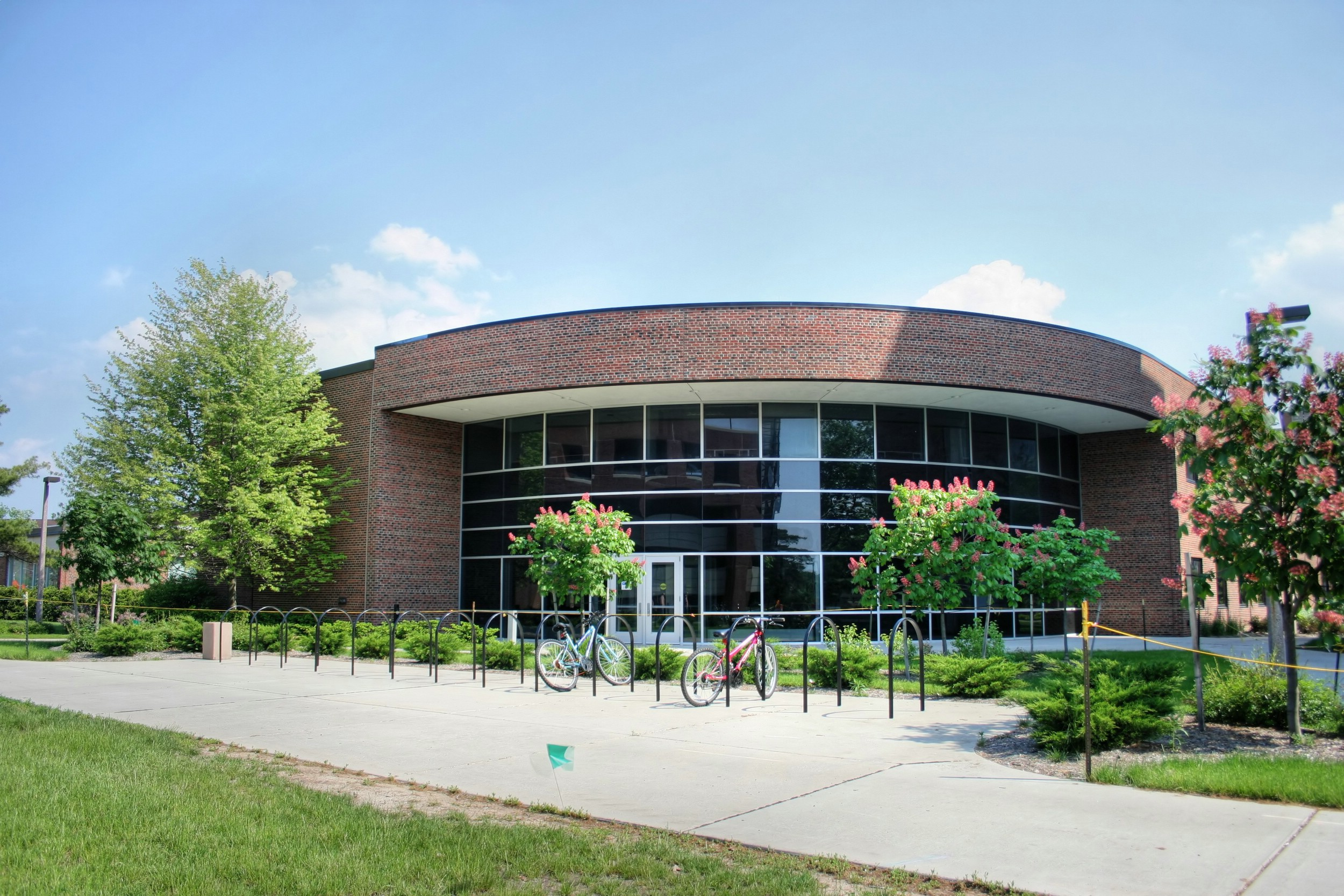

آزمایشگاه ملی سیکلوترون ابررسانا (به انگلیسی: National Superconducting Cyclotron Laboratory) مشهور به (NSCL) یک مرکز علمی فدرال در ایالت میشیگان آمریکا است.
بانی این آزمایشگاه بنیاد ملی علوم آمریکا و دانشگاه ایالتی میشیگان هستند.